# Bedford, Pennsylvania
Bedford är en kommun (borough) i Bedford County i den amerikanska delstaten Pennsylvania. Bedford är administrativ huvudort i countyt. President George Washingtons trupper var stationerade i Bedford när armén slog ner Whiskeyupproret år 1794.